# Id al-fitr
Id al-fitr eller eid al-fitr (arabiska: عيد الفطر ʿīd al-fiṭr) är den årliga fastebrytandets högtid som avslutar den muslimska fastemånaden ramadan. Högtiden kallas ofta kort och gott för id, vilket betyder "en återkommande lycka eller festglädje". Firandet pågår i upp till tre till fyra dagar, av vilka den första dagen är viktigast.
Id al-fitr är i grunden en religiös högtid, men den firas även av muslimer som inte är aktivt troende eller följer religionens alla påbud, samt av stora delar av befolkningen som helhet i länder och regioner där islam är statsreligion.

## Etymologi

### Id
Enligt arabiska lexikografer är ordet id en härledning från den arabiska ordstammen -w-d och har betydelsen "det (periodiskt) återkommande". Vissa forskare har betraktat arabiskans id som ett lånord från det semitiska systerspråket arameiska. Ett närbesläktat ord förekommer även i syriskan – īdā, ēdā och īdō – vilka alla betyder "fest, högtid". Ordet förekommer i Koranens femte sura (kapitel), Al-Mâ'idah ("Den himmelska måltiden"), vers 114, där Jesus ('Īsā) ber om en himmelsk måltid, vilket vissa uttolkare associerat med den kristna nattvarden.
| ” | Och Jesus, Marias son, sade: "Gud, vår Herre! Låt en måltid från himlen sänka sig ned till oss; den skall bli en högtid för oss, för den förste och den siste, och ett tecken från Dig. Och försörj oss [med det som vi behöver]! Du är den bäste Försörjaren." | „ |

### Fitr
Det arabiska ordet fiṭr betyder "brytande av fastan". Ordet är besläktat med fitrah. Enligt Koranen sura 30 (Ar-Rūm, "Bysantinerna"), vers 30, är fitrah den ursprungliga och inneboende mänskliga "naturens norm" som varje nyfött barn delar:
| ” | Ge dig hän med hela din själ, [du som söker sanningen,] åt den rena, ursprungliga tron, den tro som Gud vid skapelsen lade ned som en naturens norm i människan – ingenting kan rubbas i Guds skapelse! Detta är den evigt sanna tron, men de flesta människor vet ingenting [om detta]. | „ |

### Uttal och stavning
För stavningen av högtiden finns en viss variation, på svenska förekommer både id al-fitr och eid al-fitr. Stavningen med e är en engelsk transkribering av det arabiska ordet och därmed en stavning som är anpassad för engelsk fonetik. Den engelska stavningen riskerar dock att förvirra och leda svensktalande till ett mer felaktigt uttal. För att bättre passa svenskt uttal rekommenderar Institutet för språk och folkminnen att man skriver id al-fitr. På svenska blir /id/ en bättre utläsning än /eid/ och kommer närmre arabiskans uttal. Något som komplicerar frågan är att ordet id på arabiska inleds med bokstaven ayn som står för ett vokaliskt halvkonsonantljud (specifikt en tonande faryngal frikativa) som är svårt för många i Sverige att uttala.
Utöver Insitutet för språk och folkminnen använder även TT, Nationalencyklopedin, Yle, Mediespråksgruppen och Store norske leksikon stavningen id al-fitr, på svenska respektive norska.

## Andra namn för id al-fitr
Id al-fitr kallas ofta kort för id och även för al-id us-saghir (arabiska: العيد الصغير) (”den mindre id”). Den kallas "den mindre" i jämförelse med den andra av de två stora årliga muslimska högtiderna – id al-adha, vilken betecknas som ”den större id”.

### På olika språk
I olika muslimska länder går id al-fitr under andra namn:  
- turkiska: Seker Bayramı (”sötsakernas fest” efter de sötsaker, till exempel baklava, som traditionellt serveras då) eller Ramazan Bayramı (”ramadans fest”)

#### Hälsningar
När muslimer hälsar varandra vid id al-fitr säger de på arabiska "īd mubārak" (”välsignad fest” eller "glad fest") eller "id sa‘īd" (”glad id”), turkiska "bayramınız kutlu olsun" (”må din bayram firas”), "mutlu bayramlar" ("glad bayram") eller "bayramınız mübarek olsun" (”må din bayram vara helig” eller ”må du få en helig bayram”). Bosnier hälsar varandra med "bajram barećula" eller "bajram šerif mubarek olsun". Man besvarar med "Allah raziola" eller "Allah razi olsun" som på turkiska betyder "må Allah vara nöjd med Er".  
Id-hälsning på turkiska (Ramazan bayramın mübarek olsun) (fil)
Id-hälsning på tyska (Frohes Zuckerfest) (fil)

## Tidpunkt

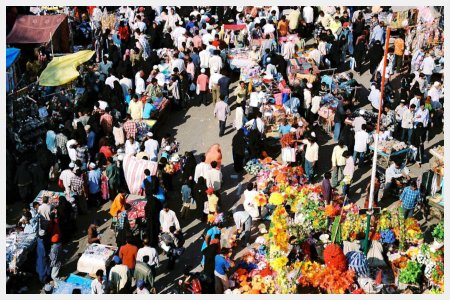
Folkliv vid id al-fitr-firande i Hyderabad i Indien.

Id al-fitr firas under de tre första dagarna av shawwal, den tionde månaden i den muslimska kalendern.
Tidpunkten för när detta infaller varierar från land till land och mellan olika grupperingar. Organisationer som The Fiqh Council of North America (FCNA) och den Dublin-baserade privata stiftelsen European Council for Fatwa and Research (ECFR) har utarbetade kriterier för fastställande av exakt datum utifrån astronomiska beräkningar.
På grund av att den muslimska kalendern utgår från månens kretslopp förskjuts tidpunkten för högtiden från år till år jämfört med den gregorianska kalendern (vilken utgår från solen). Ett månår är ungefär 11 dagar kortare än ett solår, det vill säga 354 dagar.

## Religiösa påbud och ritualer

### Zakat – allmoseskatten
Muslimer blir under id al-fitr påminda om att de ska betala zakat (allmoseskatt) till behövande. Om denna allmosa inte betalats innan fastemånaden ramadans slut, bör den betalas senast den första dagen på den nya månaden, och det är rekommenderat att göra detta före den gemensamma id-bönen.
Denna allmosa, zakat al-fitr, ska familjeförsörjaren se till att skänka för varje person i familjen, vare sig de fastar eller inte. Pengarna samlas in av den lokala moskén, som vidareförmedlar dem till fattiga någonstans i världen. Man kan även skänka pengarna direkt till någon som man vet har det svårt, men då på villkoret att mottagaren vet om att det är en allmosa som skänkts i samband med id al-fitr. 1998 låg zakat al-fitr på 40 kronor per person. 2008 låg den på 60 kronor per person . 2012 hade det höjts till 75 kronor per familjemedlem.

### Idbönen
Under id al-fitr - precis som vid id al-adha - brukar muslimer samlas vid soluppgången den första dagen av högtiden för att be salah-bönen tillsammans. Den föreskrivna tidpunkten för den gemensamma id-bönen är någon gång mellan att solen går upp och att den står i zenit.

## Traditioner och firande

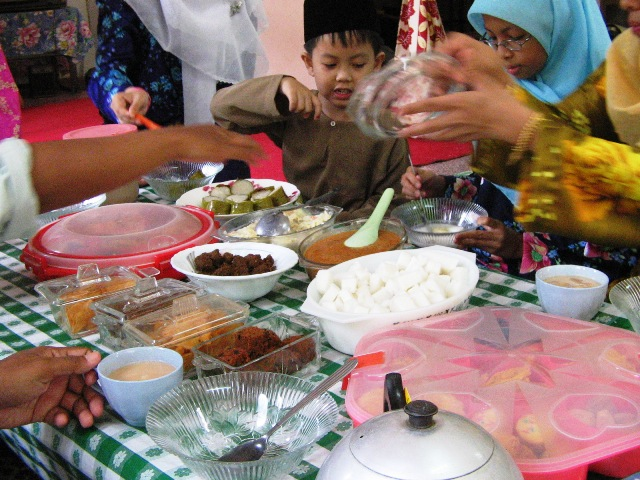
Id al-fitr-måltid i Malaysia.

### Allmänt
Fitr betyder "brytande av fastan" och symboliserar därmed avslutandet av såväl fastan som alla dåliga vanor. Det är en tid då man förväntas be om förlåtelse och ge förlåtelse för eventuella synder gentemot sina medmänniskor. Det glada firandet sker tillsammans med släkt och vänner. Samtidigt ser man till de mindre lyckligt lottade genom att ge allmosor och ordna välgörenhetsinsamlingar.
Under festdagen går den typiska muslimska familjen upp tidigt, tar ofta på sig nya finkläder och går på särskilda bönemöten som hålls i stora moskéer, på stora öppna platser eller arenor. Efter den speciella idbönen håller församlingens andlige ledare (imamen) en predikan (khutba) där församlingen påminns om skyldigheten att hjälpa de behövande genom att betala zakat (allmosa).  
Festligheterna inleds efter bönerna med besök hos släkt och vänner och tacksägelser till Gud (Allah). Det är inte ovanligt att man hedrar de avlidna med besök på begravningsplatserna och då läser verser ur Koranen och lägger blommor på gravarna. Id är även en tid då man samlas och förnyar vänskaps- och familjeband. Man umgås, äter god mat och sötsaker. Man ger varandra presenter, främst till barn och unga. I Turkiet går barn ofta runt i grannskapet från dörr till dörr och önskar alla "Glad Bayram". För detta belönas de med godis, choklad, traditionella sötsaker som baklava eller lokum (turkisk konfekt), eller en liten slant. Penninggåvor vid religiösa högtider som id al-fitr kallas ‘īdīyah (härlett från arabiskans ‘īd, "fest, högtid"). Det förekommer också att man skickar varandra gratulationskort.

### Storbritannien
Id al-fitr är inte en officiell helgdag men i områden med stor muslimsk befolkning (kanske främst i London, Birmingham, Leeds, Stoke och Bradford) brukar normalt skolor och arbetsgivare ge muslimer tre dagar ledigt. Muslimer med bangladeshisk bakgrund firar id al-fitr så att både männen och kvinnorna klär sig i traditionella kläder. Männen går till moskén för att förrätta idbönen. Efter det samlas man och hälsar på släktingar där det serveras traditionell mat som till exempel samosa. När besöken hos och av släktingarna är gjorda drar sig ungdomarna undan och umgås för sig själva. En tradition som uppstått bland ungdomar med bangladeshiskt och pakistansk påbrå är att ”cruisa”, det vill säga åka runt med bilar spelande hög musik, och ibland vifta med flaggor.

### Turkiet

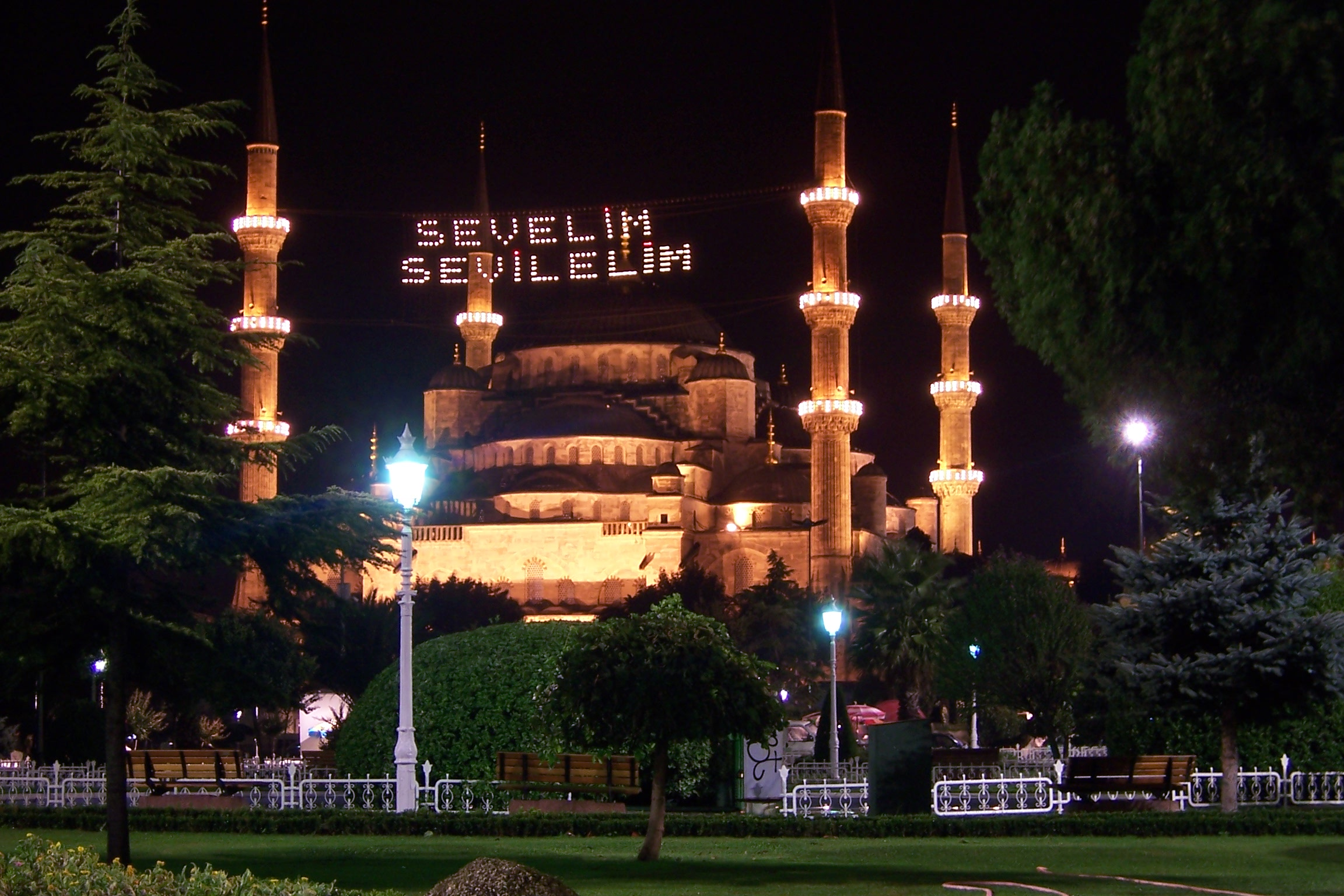
”Älska och bli älskad” – en bayramhälsning i form av en ljusskylt mellan två minareter på Blå moskén i Istanbul i Turkiet.

Eftermiddagen den sista ramadan samt de tre första dagarna i den muslimska kalenderns tionde månad; shawwal, är officiella helgdagar i Turkiet. Bayramfirandet är uppblandat med nationella traditioner och firas både av religiösa och sekulära. Alla passar dock på att vila upp sig och besöka släktingar och vänner. Hem och gator dekoreras och lyses upp och grannskap ordnar gemensamma firanden. Radio och TV sänder speciella bayramprogram med filmer, musik och tal av celebriteter och politiker. Välgörenhetsinsamlingar, konserter och annan underhållning anordnas.

### Egypten
I Egypten firas det upp till fyra dagar där förberedelserna startar flera dagar innan. Familjen samlas oftast i föräldrahemmet och åtnjuter en festmåltid bestående av fisk samt delar ut gåvor till barnen. De flesta besöker släkt och vänner och blir bjudna på kakor som bakats speciellt för högtiden. Det är vanligt att skänka mat och allmosa till de behövande. Det är populärt att smycka sitt hus med lyktor och blommor.

### Somalia
I Somalia serveras ris med kött och grönsaker och pasta med anjira, ett tunt bröd. Halva, som i Somalia har en lösare konsistens än den från Mellanöstern och som är smaksatt med kardemumma, serveras med speciella småkakor.

### Iran
I Iran hålls böner i moskéer och på offentliga platser. Det är vanligt att besöka släkt och vänner och ofta skänks mat till de behövande samt allmosor delas ut.

### Irak
I Irak äts en frukost gjord på grädde från buffelmjölk med honung och bröd. Lamm slaktas ibland för tillfället och det bakas speciella dadelfyllda kakor.

### Sydasien
I Bangladesh, Indien och Pakistan kallas natten före id al-fitr för chand raat, ”månens natt”. Det betecknar även firandet då familj och vänner samlas på öppna platser för att skåda nymånen. När den siktats önskar man varandra chaand raat mubarak, ”ha en välsignad nymånenatt” eller id mubarak. Stadsgatorna är festligt utsmyckade och familjer besöker basarer och köpcentrum som hålls öppna till sent. Kvinnor och speciellt unga flickor målar varandras händer med henna och de bär färgglada traditionella armband, bangles. Desserter som skall ätas nästa dag förbereds. En speciell maträtt som serveras under id al-fitr är sivayyan som består av rostade vermicelli (nudlar som i Asien är gjorda på mannagryn) med mjölk och torkade frukter som serveras första frukosten efter fastan. 
I Pakistan är det populärt att smycka sitt hus med lyktor och blommor.

### Sydostasien
I Indonesien är det vanligt att man åker hem till sin hemstad eller hemby för att fira högtiden med nära och kära, en tradition som kallas mudik. Den stora förflyttningen av människor kan på sina håll åstadkomma betydande trafikproblem. Många marknader runt om i landet fylls också av kläder, skor, kakor och sötsaker som är populära under högtiden.
I Indonesien, Malaysia, Singapore och Brunei serveras ketupat, ris tillagat i knyten av kokosnötblad, och lemang, ris tillagat med kokosmjölk i bamburör serverat med rendang, en nötköttsgryta. I dessa länder håller firandet på i upp till en månad.

### Kina
10 av Kinas 56 officiellt erkända etniska grupper firar id al-fitr, vilket motsvarar ungefär 18 miljoner människor enligt den officiella statistiken. Högtiden är en allmän helgdag i flera regioner, däribland i Ningxia och Xinjiang. I Xinjiang deltar även den etniska majoritetsgruppen hankineserna i firandet. Utdelandet av bland annat halal-slaktat fårkött till de fattiga ombesörjs av myndigheter, offentliga institutioner och privata inrättningar.

### Nordamerika
I Nordamerika är firandet relativt nedtonat. De olika muslimska grupperna använder olika metoder för att beräkna slutet på ramadan och början på id al-fitr. Då dagen i förväg inte kan bestämmas försöker arbetande muslimer ordna så de har så lätta arbetsdagar det går, men många har svårt att ta ledigt hela dagen. Ofta brukar muslimerna vakna tidigt, äta en lätt frukost för att därefter besöka moskén. Då många av muslimerna är immigranter har de tagit med sig olika traditioner från hela världen.

### Sverige
Firandet av id al-Fitr i Sverige påminner om firandet i andra länder, med t.ex. gemensam bön. Större firanden kan ske till exempel i idrottshallar. I Göteborg och Stockholm har det även anordnats offentliga kulturarrangemang i lokaler som Världskulturmuseet och Stockholms konserthus. 
Det finns några försvårande omständigheter vid firandet av id al-fitr i Sverige. Dels har de svenska muslimerna som regel mycket begränsade utrymmen i sina samlingslokaler, vilket gör att man ofta helt enkelt inte får plats vid en högtid. Dels har många svårt att få ledigt. Detta försvåras ytterligare av att något exakt datum för de muslimska högtiderna id al-fitr och id al-adha inte går att fastställa i förväg då den är beroende av att månen siktats. Önskemål om en lag som ger muslimer rätt att ta en dag ledigt i samband med de båda id-högtiderna har framförts av Sveriges muslimska råd, som tagit upp frågan i öppna brev till de politiska partierna inför riksdagsvalen 1994 och 1998.